# Biskupský alumnát v Brně

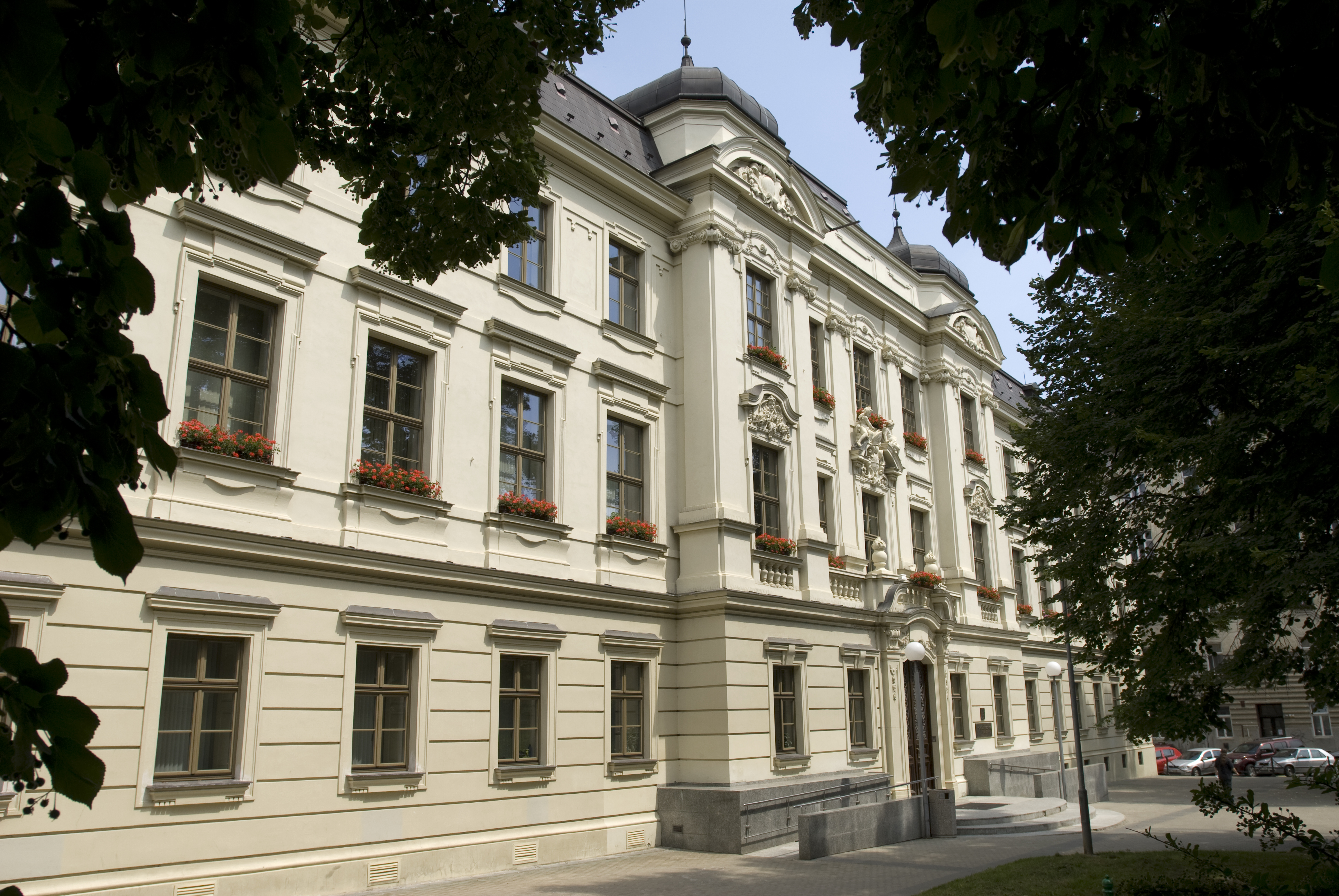
Sídlo alumnátu v Antonínské ulici

Biskupský alumnát v Brně byl kněžský seminář brněnské diecéze existující v letech 1807 až 1950. Původně se nacházel v Dominikánské ulici, v letech 1899 až 1903 pro něj byla postavena čtyřkřídlá dvoupatrová budova v Antonínské ulici, ve které ale v letech 1919–1932 sídlila nově zřízená právnická fakulta (mezi roky 1997 a 1998 pak ekonomicko-správní fakulta a od roku 1999 zde sídlí rektorát Vysokého učení technického).
Výchovu katolických kněží v celé moravské církevní provincii má na starosti Arcibiskupský kněžský seminář v Olomouci.